# テイルズ オブ ブレイカー
『テイルズ オブ ブレイカー』（Tales of Breaker、略称：TOB / ブレイカー）は、2005年1月31日よりナムコから配信されているiアプリゲーム。2007年12月13日からはEZアプリ (BREW)版としても対応。対応機種はNTTドコモ FOMA 900iシリーズ以降、auの一部の機種。ジャンルはRPG。

## 概要
同社のゲーム・『テイルズ オブ』シリーズのひとつ。携帯電話用アプリゲームとしては第2弾（ミニゲームアプリは除外）だが、第1弾『テイルズ オブ タクティクス』が既存作品のキャラクターを使った外伝的作品であったのに対して、本作は既存キャラクターを使わない携帯アプリゲーム初の完全オリジナル作品として制作された。全6章。キャラクターデザインはいのまたむつみ。
タイトルの由来は「Break（壊す）」で、『テイルズ オブ』シリーズ初の女性主人公など、既成概念を壊すという意味を込めてつけられている。

## 用語
ジェネスミグレイト
通称「JM」。宝石のような形状で、持つ者に力を与える石。人工的に作られた「レプリカJM」と希少価値が高く強い力を持つ「オリジナルJM」の2種類が存在する。
アムニスフィールド
天空に広がっている液体状の膜。
ウェルテクス社
アムニスフィールドの研究を行っている企業。
ラディス教
リーリエリヒト帝国国教。
聖海騎士団
ラディス教の親衛隊。ラディス教枢機卿・ルークが指揮をとっている。

## 登場キャラクター

### パーティキャラクター
ミカ (Mika)
声 - 雪絵れな
16歳 / 女性 / 身長155cm / 体重43kg
本作の主人公。5歳の時に両親と兄を失い、祖父の親友・クラウスに育てられたが、本人はそれを覚えていない。武器はダブルセイバー。
本名は「ミッシェル・ウェルテクス」。オリジナルJMを装着することで、様々な聖獣の姿に変身できる。名前の由来はミカエル。
ユーテキ (Yuteki)
声 - 平川大輔
16歳 / 男性 / 身長160cm / 体重50kg
ウェルテクス社の研究員。技官姿のイラストは存在している。武器は二丁拳銃。勤務先の研究室に忍び込んだミカと知り合い、仲間になる。
3人の姉に尻に敷かれており、名前は「エルダ」、「ミディア」、「リィア」。漫画版で明らかにされている。
イーヴリン (Evelyn)
声 - 石川夕香
22歳 / 女性 / 身長167cm / 体重50kg
表はJMハンターで、裏はフリーの情報屋として活動している女性。通称「イヴ」。武器は大剣。騎士団からミカ達を救って以降は同行する事になる。
リーリエリヒト帝国に滅ぼされたアンギュロス族の生き残りであり、情報を集めていたのは自分の一族の秘密を知るためだった。
ザウバー (Sauber)
声 - 平川大輔
22歳 / 男性 / 身長175cm / 体重65kg
幼い頃からJMハンターとして活動しているオッドアイの青年。武器は日本刀二本。ミカの生き別れの兄でもある。
バーガー (Berger)
声 - 永野善一
40歳 / 男性 / 身長187cm / 体重88kg
ラディス教親衛隊「聖海騎士団」の隊長だったが、ミカたちと敵対するうちにラディス教に疑問を持ち、離反。ラディス教の意見食い違いによる離婚歴がある。
後述通り漫画版には未登場。騎士時代のイラストは存在している。武器はナックル。
ルル (RuRu)
声 - 桑島三幸
14歳（外見年齢） / 女性 / 身長150cm / 体重40kg
魔法の国アウデンティア出身の少女。幼い頃のトラウマで炎を恐れている。武器はバトン。
ポポ (PoPo)
声 - 桑島三幸
猿のような姿をしたルルのペット。

### その他のキャラクター
イシュトヴァーンIV世
声 - 永野善一
リーリエリヒト帝国皇帝にして、ラディス教教皇。武器は大剣。
シラス
声 - 出村貴
帝国宰相だが、密かに下克上を企てている。しかし、野望達成前に皇帝に粛清された。武器は杖。
ユディーヌ
声 - 雪絵れな
皇帝に忠誠を誓う帝国審問官。武器は先端部が“イ”の形をした槍。
ルーク
ラディス教の枢機卿。
ヴィルギニア
声 - 出村貴
リーリエリヒトの元帥。帝国最強の精鋭部隊「ミッドノクス」を率いる。彼の性格を物語る如く、武器は斧。
セデギウス
声 - 松本吉朗
バーガーの離反後、聖海騎士団の隊長を引き継いだ人物。
グラント
特務機関Gのリーダー。ユディーヌの腹心。武器は騎士剣。
オフレッサー
ミッドノクスのリーダー。ヴィルギニアの弟分。武器は三又の槍。

## 他作品への出演
テイルズ オブ ヴァールハイト
闘技場にミカとユーテキが登場。

## 漫画
『月刊Gファンタジー』（スクウェア・エニックス）にて漫画化作品が連載された。作画は金谷和子。
全体的に展開が駆け足で、バーガーを始めとする多くのキャラクターは登場しない。
1. ISBN 978-4-7575-2095-0
2. ISBN 978-4-7575-2214-5

## 関連書籍
- テイルズ オブ モバイル ザ・コンプリートガイド ISBN 978-4-04-867113-2